# Pierre Fatio (Jurist)

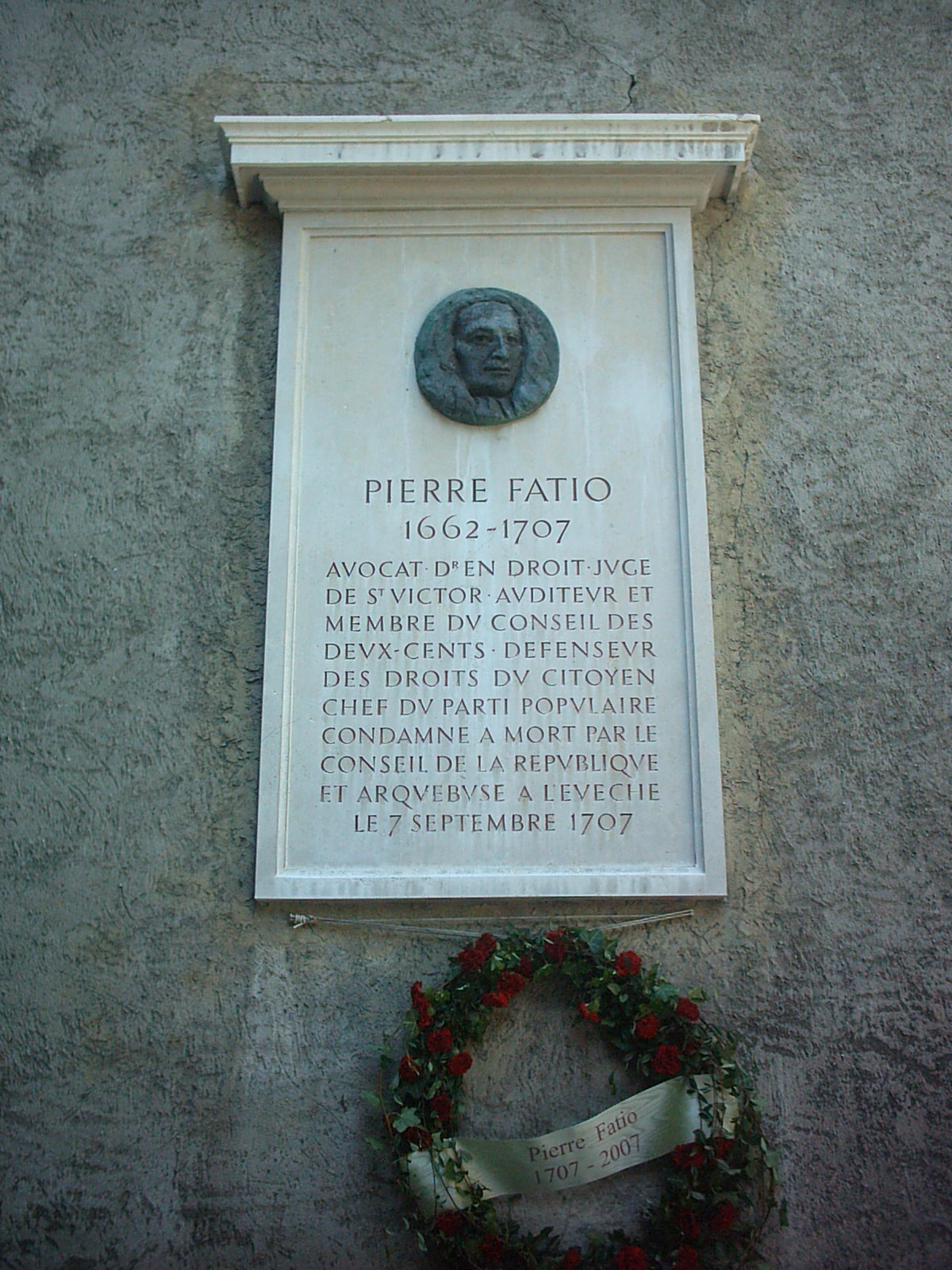
Denkmal für Pierre Fatio in Genf

Pierre Fatio (* 7. November 1662 in Genf; † 6. September 1707 ebenda) war ein Genfer Advokat und Politiker.

## Leben
Pierre Fatio war der Sohn des Kaufmanns und Politikers François Fatio und der Marie Franconis. Er studierte an der Universität Basel sowie in Genf, Valence, Montpellier und Leiden. In Genf war er danach als Rechtsanwalt tätig. Im Jahr 1688 wurde er in den Rat der Zweihundert gewählt, und er besetzte verschiedene Verwaltungsposten in der Stadt Genf; so war er unter anderem Kastlan von Saint-Victor und von Peney.
Mit seiner unabhängigen Denkungsart erregte er bei der Obrigkeit Anstoss, weshalb man ihn bei der Wahl des Kleinen Rates im Jahr 1705 nicht berücksichtigte. Pierre Fatio entwickelte sich mehr und mehr zum Wortführer des Bürgertums innerhalb der städtischen Gesellschaft, das gegen die aristokratische Führungsschicht opponierte. Bei den Unruhen von 1707 forderte er für die Volkspartei die Einführung einer Verfassung in der Stadt Genf, die Einrichtung eines Generalrats sowie weitere Reformen. Damit wurde er in den Augen der Regierung zu einer Gefahr für die öffentliche Ordnung, und der Kleine Rat verurteilte ihn als angeblichen Rädelsführer zum Tod durch Erschiessen. Am 6. September 1707 wurde am 44-jährigen Stadtbürger das Todesurteil vollstreckt.